# Plague Inc: Evolved
Plague Inc: Evolved – remake strategicznej gry komputerowej Plague Inc. wyprodukowany i wydany przez brytyjskie studio Ndemic Creations. Gra została wydana 18 września 2015 roku na platformę Xbox One. 18 lutego 2016 roku gra została wydana na platformę PC, a 31 maja została wydana na platformę PlayStation 4. 2 sierpnia 2019 roku została również wydana na Nintendo Switch.

## Rozgrywka
Celem rozgrywki jest zarażenie i zabicie całej populacji świata poprzez różnorakie typy patogenów – od bakterii po wirusy zombie oraz bronie biologiczne. Rodzajów zaraz jest 10 przy czym każdy ma swoje unikalne funkcje. Gracze posiadają do dyspozycji ponad 20 scenariuszy – od świńskiej grypy, aż po epokę lodowcową czy nawet sztuczne organy.
Gra umożliwia także edytor scenariuszy oraz dostęp do Warsztatu Steam, na którym gracze udostępnili ponad 10 000 scenariuszy.
Pod koniec 2019 roku Ndemic Creations przy współpracy z Full Fact wprowadziło do gry nowy scenariusz o nazwie ,,Fake News". 
Rozgrywka w trybie wieloosobowym została podzielona na dwa tryby gry, kooperacja w której gracze wspólnie rozwijają wirusa oraz rywalizacja, w którym jeden z graczy musi pierwszy doprowadzić do wyginięcia ludzkości.
28 stycznia 2021 roku wydany został dodatek zatytułowany „The Cure”, który umożliwia ratowanie ludzkości przed zarazą poprzez wynajdywanie szczepionki oraz ograniczanie liczby infekcji.

## Wydanie i odbiór
Gra została wydana 18 września 2015 roku na platformę Xbox One. 18 lutego 2016 roku gra została wydana na platformę PC, a 31 maja została wydana na platformę PlayStation 4. Gra została sprzedana w 800 tysiącach egzemplarzy.